# Kahama Mjini
Kahama Mjini è una circoscrizione urbana (urban ward) della Tanzania situata nel distretto urbano di Kahama, regione di Shinyanga. Conta una popolazione di 6 621 abitanti (censimento 2012).